# Boško Petrović (slikar)
Boško Petrović (Novi Sad, 1922 — Novi Sad, 1982) je bio jugoslovenski i srpski slikar i tapiserista.

## Biografija
Završio je gimnaziju u Novom Sadu i upisao se na Akademiju likovnih umetnosti u Beogradu (1940). Naredne godine prekida studije i vraća se u Novi Sad, a zatim upisuje Akademiju likovnih umetnosti u Budimpešti. 
Godine 1942. uhapšen je (zbog rada u SKOJ-u) u Budimpešti i isključen sa Akademije, nakon čega se vraća u Novi Sad. Nakon rata nastavlja studije na Akademiji likovnih umetnosti u Beogradu (u klasi prof. Mila Milunovića). Prvi put izlaže u Beogradu i Novom Sadu 1948. godine na grupnim izložbama. Potom prekida studije i odlazi u majstorsku radionicu Mila Milunovića u Beogradu (1949). Iste godine se zaposlio u Kulturno-prosvetnoj zajednici Vojvodine u Novom Sadu. Od 1949. do 1953. godine radi kao profesor u Školi za primenjene umetnosti u Novom Sadu. Prvu samostalnu izložbu priređuje 1951. godine. Od 1953. do 1965. godine kustos je u Vojvođanskom muzeju u Novom Sadu. Za to vreme postaje jedan od osnivača i član Umetničkih kolonija u Bačkoj Topoli, Senti, Ečkoj i Bečeju. Jedan je od osnivača „Grupe 57“ u Beogradu. Sa Etelkom Tobolkom je 1961. godine osnovao prvu radionicu za izradu tapiserija „Atelje 61“ u Novom Sadu. Diplomirao na Akademiji likovnih umetnosti u Beogradu (1969). Radi kao profesor na Višoj pedagoškoj školi u Novom Sadu (1969—75), zatim vanredni (1975), pa redovni profesor (1980) na Akademiji umetnosti u Novom Sadu — odsek likovnih umetnosti. Poklonio je Galeriji Savremene likovne umetnosti u Novom Sadu 24 ulja na platnu (1976—78).
Kao član ULUS-a, ULUV-a i SLUJ-a učestvovao je na velikom broju grupnih izložbi u zemlji i inostranstvu.

## Samostalne izložbe
Novi Sad (17 puta), Beograd (5 puta), Zrenjanin (2 puta), Subotica (2 puta), Crvenka, Vrbas, Borovo, Aranđelovac, Zagreb, Niš, Sombor, Pančevo, Sremska Mitrovica, Zemun.

## Nagrade
- Orden rada III reda (1958);
- Oktobarska nagrada grada Novog Sada (1962);
- Sedmojulska nagrada i Nagrada Udruženja likovnih umetnika primenjenih umetnosti Srbije (1963);
- Orden zasluga za narod sa srebrnim zracima (1964);
- Povelja grada Novog Sada (1979);
- Plaketa SUBNOR-a Jugoslavije (1980) i
- Nagrada Oslobodenja Vojvodine (1981).